# إمعجان (آيت عتو تيعلالين)
إمعجان هو دُوَّار يقع بجماعة غرس تعلالين، إقليم ميدلت، جهة درعة تافيلالت في المملكة المغربية. ينتمي الدوّار لمشيخة آيت عتو تيعلالين التي تضم 14 دوار. يقدر عدد سكانه بـ 244 نسمة حسب الإحصاء الرسمي للسكان والسكنى لسنة 2004.

## روابط خارجية
- البوابة الوطنية للجماعات الترابية
- المندوبية السامية للتخطيط